# Verdrag van Badajoz (1801)

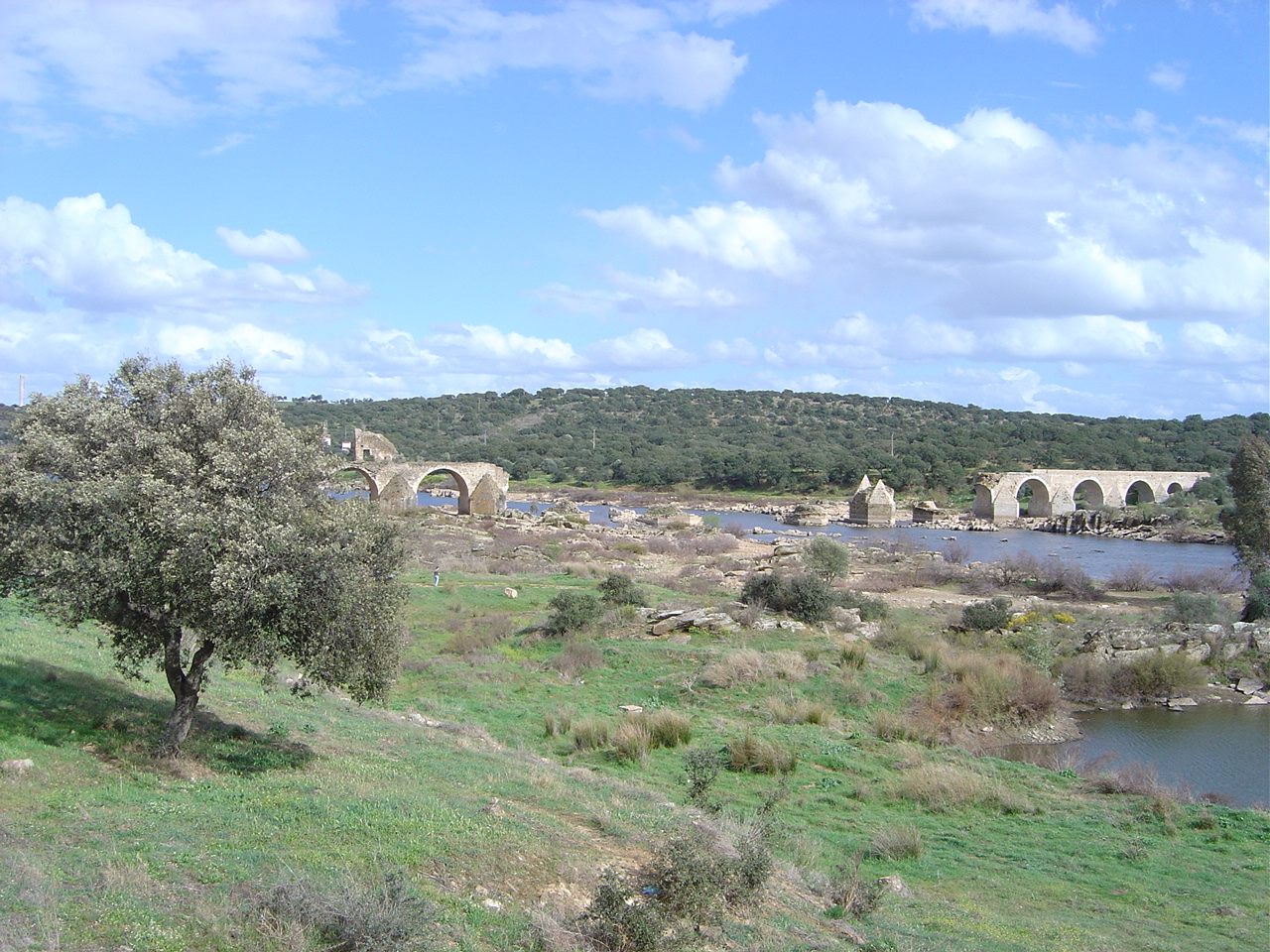
Oude brug over de rivier Guadiana tussen Elvas (Portugal) en de Spaans-Portugese grensplaats Olivenza, die vanwege het Verdrag van Badajoz wordt betwist tussen de twee landen

Het Verdrag van Badajoz (ook wel Vrede van Badajoz genoemd) is een vredesverdrag, gesloten in Badajoz op 6 juni 1801, die de korte Sinaasappeloorlog tussen Spanje en Portugal beëindigde. 
Portugal stond bij het verdrag Olivenza en enkele andere forten af aan Spanje. Ook verrichtte Portugal herstelbetalingen aan Spanje en sloot het land zijn havens voor Britse handelsschepen.
Napoleon Bonaparte, Eerste Consul van Spanjes bondgenoot Frankrijk, was niet tevreden met het verdrag. Hij weigerde het te ratificeren en liet Franse troepen Portugal binnenvallen. De Portugezen werden hierdoor gedwongen om op 29 september 1801 een tweede vredesverdrag te tekenen, het Verdrag van Madrid. Hierbij herbevestigde Portugal het Verdrag van Badajoz. Tevens kwam verplichtte het zich om herstelbetalingen ter hoogte van van 20 miljoen francs aan Frankrijk te voldoen en om Guyana aan Frankrijk af te staan.
Tot op de dag van vandaag wordt Olivenza geclaimd door zowel Spanje als Portugal. Volgens Portugal is het Verdrag van Badajoz ongeldig vanwege het Verdrag van Fontainebleau in 1807, waarbij Frankrijk en Spanje besloten om Portugal onderling te verdelen. Ook verklaarde de Portugese kroonprins Johan VI (die met de rest van het hof naar Brazilië was gevlucht na de Frans-Spaanse inval in 1807) het verdrag op 1 mei 1808 ongeldig.
Portugal claimt ook dat Olivenza door Spanje werd teruggegeven bij het Verdrag van Parijs in 1814 en het Verdrag van Wenen in 1815. Spanje erkent dit echter niet, en Olivenza is tot op de dag van vandaag Spaans grondgebied.